# Palaui
Palaui ist eine Insel der Provinz Cagayan in den Philippinen. Diese liegt vor der Nordostküste der Insel Luzon im Süden des Seegebietes der Luzonstraße am Übergang zur Philippinensee. Sie ist auch bekannt unter dem Namen Boracay des Nordens. Die Insel wird von der Stadtgemeinde Santa Ana aus verwaltet und gehört dort zum Barangay San Vicente. Hauptort ist Punta Verde an der Ostküste.
Palaui wurde am 28. August 1994 zum Natur- und Meeresschutzgebiet Palaui Island Marine Reserve erklärt. Es umfasst auch die terrestrische Fläche der Insel und schützt so ein Gebiet von 74,15 km². An der Küste der Insel liegen größere Mangrovenwälder, denen weitläufige Wattflächen, kleinere Flachwassergebiete und Korallenriffe vorgelagert sind. Die Insel umfasst eine Fläche von 38,50 km² und ist größtenteils bewaldet. Über die Flora und Fauna ist jedoch wenig bekannt, es sollen kleinere Populationen von Hirschen und Wildschweinen existieren. Palaui hat eine Länge von 10 km, eine Breite von 4,5 km und die höchste Erhebung erreicht 307 Meter über dem Meeresspiegel.
im Jahr 1896 wurde der Leuchtturm am Kap Engaño an der Nordspitze der Insel erbaut. Er wurde 2008 zu einem historischen Monument der Philippinen erklärt.
Das Klima der Insel ist tropisch schwülwarm ohne eine Trockenperiode, Regenfälle treten das gesamte Jahr über auf.
Die Insel Palaui wurde weltweit bekannt als in der Seeschlacht vor dem Kap Engaño die japanischen Flugzeugträger Zuihō, Zuikaku, Chitose, Chiyoda und der Zerstörer Akizuki von den amerikanischen Verbänden versenkt wurden.